# Martin-Busch-Hütte

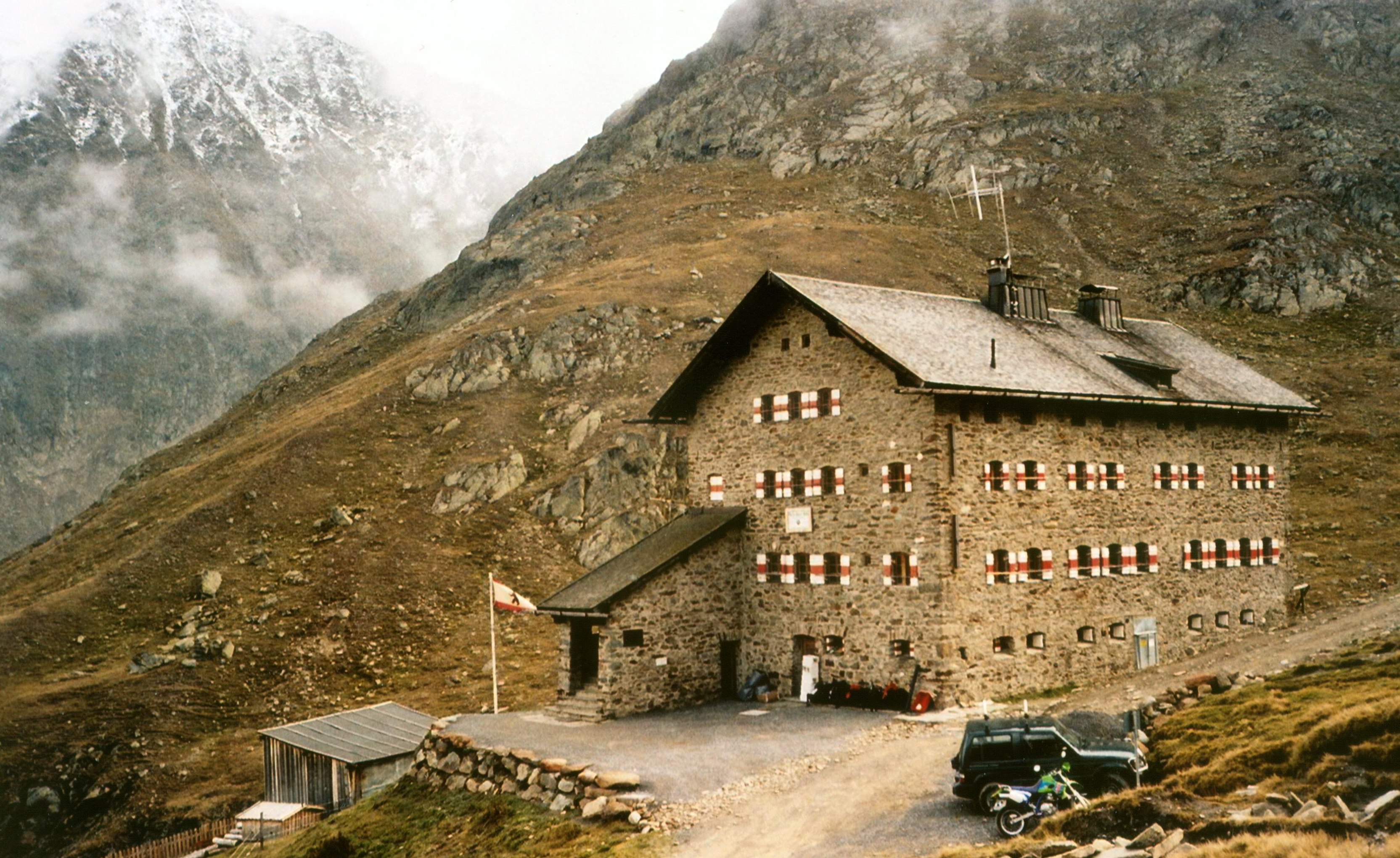
Widok ogólny

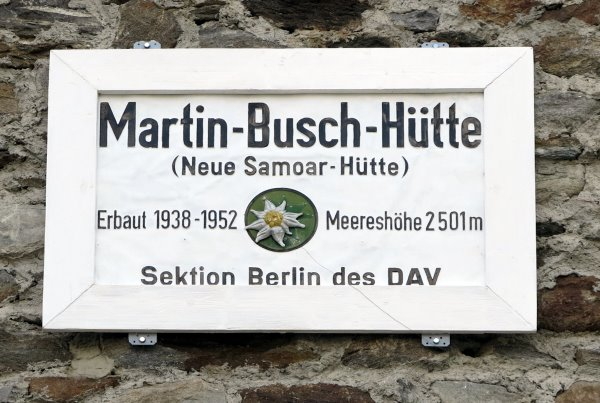
Tablica

Martin Busch Hütte, 2501 m n.p.m. – schronisko górskie w Tyrolu, położone w Alpach Ötztalskich. Schronisko stanowi punkt wyjścia na wiele położonych w jego pobliżu atrakcyjnych szczytów Alp Ötztalskich, przekraczających wysokość 3400 m n.p.m.

## Położenie
Schronisko Martin Busch Hütte położone jest w Alpach Ötztalskich, w górnej części doliny Niedertal, na południowy zachód od niewielkiej miejscowości Vent (ok. 1950 m n.p.m.), stanowiącej wysoko położony przysiółek gminy Sölden. Do miejscowości Vent dojechać można z Sölden dobrze utrzymaną drogą asfaltową.

## Dojście
Do schroniska prowadzi z miejscowości Vent szutrowo-trawista, lecz dość wąska droga jezdna, która służy do zaopatrywania schroniska przy pomocy specjalnego samochodu terenowego. Droga nie jest dostępna dla innych pojazdów. Dojście piesze do schroniska tą drogą zajmuje około 3 godzin.  Schronisko otwarte jest latem od końca czerwca do końca września, czasami do początków października, a także zimą od marca do początku maja.

## Wycieczki i wyjścia na szczyty
Schronisko stanowi punkt wyjścia dla wielu wycieczek i wyjść szczytowych.

### Wejścia szczytowe
- Hintere Schwärze (3624 m) – skalno-lodowa droga alpinistyczna o trudnościach ogólnych PD+, 4:30 – 6 h, wymagany sprzęt: lina, czekan, raki, karabinki.
- Similaun (3599 m) – łatwa droga alpinistyczna o trudnościach ogólnych PD-, przejście przez grzbiet Marzellkamm, a następnie po lodowcu, 5 h, alternatywna droga przez przełęcz Nederjoch, na której znajduje się schronisko Similaun Hütte, prowadzi głównie po lodowcu, trudności ogólne PD-, 4 – 4:30 h, wymagany sprzęt: lina, czekan, raki, karabinki.
- Schalfkogel (3540 m) – interesująca droga alpinistyczna o trudnościach ogólnych PD, przejście dolną częścią lodowca Marzellferner, lodowcem Grosser Schalfferner z licznymi szczelinami, a następnie wprost na wierzchołek skalną granią zachodnią, 4 – 5 h, wymagany sprzęt: lina, czekan, raki, karabinki.
- Fineilspitze (3514 m) – droga alpinistyczna o trudnościach ogólnych PD, przejście po lodowcu, pod koniec wspinaczka skalna o trudnościach II stopnia, 4 – 5 h, wymagany sprzęt: lina, czekan, raki, karabinki.
- Kreuzspitze (3455 m) – znakowana ścieżka turystyczna, 3 h.
- Mutmalspitze (3522 m) – droga częściowo po lodowcu o trudnościach ogólnych PD-, 4 h.
- Seikogel (3355 m) – miejscami eksponowana droga, tylko dla wprawnych, 3 h.

### Przejścia do innych schronisk
- Similaun Hütte (3019 m) – znakowana trasa turystyczna, wymaga jednak często trawersowania nachylonych pól śnieżnych, przydatne kijki, 1:40 h.
- Ramolhaus (3006 m) – przejście przez przełęcz Ramoljoch (3186 m), miejscami eksponowana droga, tylko dla wprawnych, 5 h.
- Hochjochhospitz (2413 m) – miejscami eksponowana droga prowadząca przez Seilkogel (3355 m), tylko dla wprawnych, 5 – 5:30 h; alternatywnie można przejść dołem bez żadnych trudności cofając się do miejscowości Vent, ok. 5 h.

## Historia schroniska
Pierwszy, niewielki budynek w bezpośrednim sąsiedztwie obecnego Martin Busch Hütte zbudował w 1877 roku Joseph Grüner, mieszkaniec wioski Sölden.  Jeszcze w XIX wieku budynek ten odkupił od właściciela Deutscher und Österreichischer Alpenverein (DuÖAV) z przeznaczeniem na schronisko górskie. Na początku XX wieku zarządzała nim Sekcja Innsbrucka Österreichischer Alpenverein (ÖAV). W 1911 roku schronisko przekazano odpłatnie pod zarząd Sekcji Berlińskiej Deutscher Alpenverein. Po I wojnie światowej schronisko stało się dość popularne, gdyż stanowiło punkt wyjścia na szereg wysokich szczytów alpejskich. Istniejący budynek był jednak zbyt mały jak na potrzeby licznych turystów. W związku z tym Sekcja Berlińska Deutscher Alpenverein (DAV) podjęła decyzję o budowie nowego schroniska. Rozpoczęto ją w 1938 roku, a nowemu schronisku nadano niefortunną, lecz wówczas bardzo "poprawną politycznie" nazwę Hermann Göring Hütte.
Budowę przerwano podczas II Wojny Światowej. Bezpośrednio po wojnie wszystkie schroniska będące własnością DAV przejęli alianci. W 1945 roku niewykończone schronisko służyło straży granicznej oraz służbom celnym. W roku 1952 budynek przekazano Österreichischer Alpenverein z przeznaczeniem na schronisko górskie. Sześć lat później ÖAV przekazał schronisko z powrotem pod zarząd Sekcji Berlińskiej Deutscher Alpenverein, w gestii której schronisko pozostaje do chwili obecnej. Schronisko nazwano imieniem Martina Buscha, austriackiego działacza lokalnego, który przyczynił się do zwrotu niektórych schronisk górskich na terenie Austrii w ręce poprzedniego właściciela, tj. DAV. W 1961 roku lawina zniszczyła budynek starego schroniska.

## Literatura
- W. Klier: Alpenvereinsführer Ötztaler Alpen, München, (2006).
- http://www.dav-berlin.de/?bse=huetten_martin_busch_huette&btl=DAV_HOME
- http://www.kreiter.info/huetten/docs/martin_busch_huette.htm
- Mapa Alpenverein Karte No. 30 Ötztaler Apen, 1:50000.
- Mapa Alpenverein Karte No. 30/1 Ötztaler Apen. Gurgl, 1:25000.
- Mapa Alpenverein Karte No. 30/2 Ötztaler Apen. Weisskugel, 1:25000.
- Mapa Kompass Wanderkarte, No. 42 Ötztaler Apen, 1:50000.
- Mapa Kompass Wanderkarte, No. 042 Inneres Ötztaler Apen, 1:25000.